# Matelea planiflora
Matelea planiflora är en oleanderväxtart som först beskrevs av Nikolaus Joseph von Jacquin, och fick sitt nu gällande namn av Armando Dugand. Matelea planiflora ingår i släktet Matelea och familjen oleanderväxter. Inga underarter finns listade i Catalogue of Life.